# Bunclody

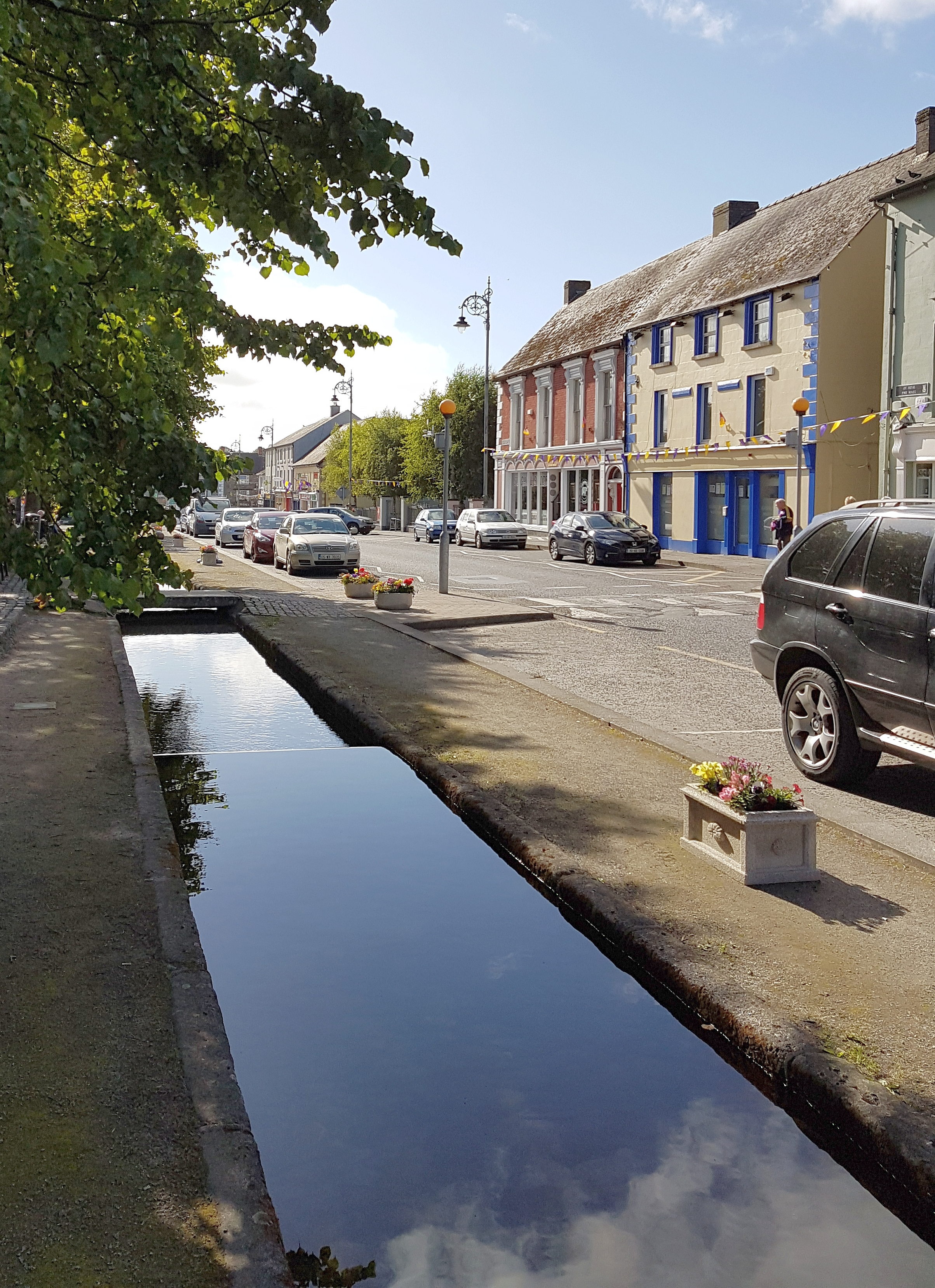
In Bunclody

Bunclody (irisch Bun Clóidí, dt.: „Tal(sohle), Ende des Clody“), ist eine Stadt auf der Grenze der Countys Carlow und Wexford im Südosten der Republik Irland.
Bunclody liegt am Zusammenfluss von River Clody und River Slaney am Fuß des Mount Leinster, wobei der größte Teil des Ortes im County Wexford, ein wesentlich kleinerer im Norden der Stadt in Carlow liegt. Die Einwohnerzahl Bunclodys wurde beim Census 2022 mit 2053 Personen ermittelt.
Bunclody liegt an der N80 etwa in der Mitte zwischen Enniscorthy und der Stadt Carlow; mit Gorey an der Autobahn M9 ist es durch eine Regionalstraße verbunden, wie auch mit Tullow und Arklow weiter nördlich.
Während der Irischen Rebellion von 1798 war Bunclody Schauplatz der Battle of Bunclody (oder Newtownbarry, wie der Ort damals hieß).